# Bessans
Bessans – miejscowość i gmina we Francji, w regionie Owernia-Rodan-Alpy, w departamencie Sabaudia. W 2017 roku populacja gminy wynosiła 361 mieszkańców. Obszar gminy znajduje się w Parc national de la Vanoise. 
W Bessans zanotowano najbardziej intensywny opad śniegu w historii Europy. W ciągu 19 godzin spadło 1720 mm śniegu.